# Лясковичский сельсовет (Брестская область)
Лясковичский сельсовет (бел. Ля́скавіцкі сельсавет) — административная единица на территории Ивановского района Брестской области Республики Беларусь. Административный центр — деревня Лясковичи.

## Состав
Лясковичский сельсовет включает 12 населённых пунктов:
- Боровая — деревня.
- Верхустье — деревня.
- Горовата — деревня.
- Дружиловичи — агрогородок.
- Замошье — деревня.
- Калилы — деревня.
- Лясковичи — деревня.
- Ляховичи — деревня.
- Новолучки — деревня.
- Огово — деревня.
- Трилисски — деревня.
- Щекотск — деревня.

## Археология
- Кремнёвые рудия из карьера у деревни Огово[англ.] (Ивановский район, Брестская область), судя по геологическим отложениям, имеют возраст не старше 250 тысяч лет назад[2][3].